# Ray Ewry
Raymond Clarence Ewry, detto Ray (Lafayette, 14 ottobre 1873 – New York, 29 settembre 1937), è stato un altista, lunghista e triplista statunitense.
Specializzato nelle discipline soppresse del salto in alto, salto in lungo e salto triplo da fermo, è con otto medaglie d'oro olimpiche vinte tra il 1900 e il 1908 uno degli sportivi con il maggior numero di medaglie olimpiche.
Per la sua capacità di balzare da fermo era soprannominato the human frog (la rana umana).

## Biografia

### La malattia
Durante l'adolescenza Ray Ewry fu colpito dalla poliomielite. La diagnosi dei medici fu spietata: il ragazzo non sarebbe mai tornato a camminare, e avrebbe passato la vita su una sedia a rotelle. Ewry non si diede per vinto, e decise di provare qualsiasi sforzo per vincere la malattia.
S'impegnò quotidianamente in un programma di esercizi fisici di sua invenzione per recuperare forza nelle gambe. Fu un precursore della ginnastica isometrica, basata sulla contrazione dei muscoli senza il movimento. I suoi sforzi e la sua dedizione furono ampiamente ripagati: non solo tornò a camminare, smentendo le fosche previsioni dei medici, ma addirittura si diede allo sport.

### I salti da fermo

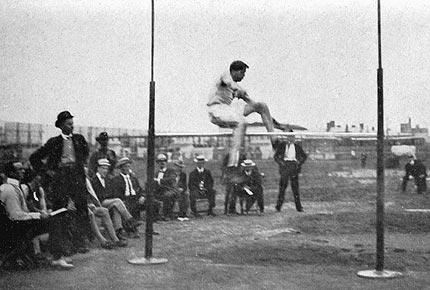
Ewry nel salto in alto da fermo a

Grazie all'intenso lavoro di riabilitazione, Ewry aveva sviluppato una straordinaria potenza nelle gambe. Tra le varie specialità dell'atletica, quelle in cui poteva sfruttare al meglio questo talento erano i salti da fermo.
All'epoca si praticavano il salto in alto da fermo, il salto in lungo da fermo e il salto triplo da fermo. Gli atleti, in piedi, spiccavano il balzo senza alcuna rincorsa. A parte questa caratteristica, le tre discipline erano del tutto simili al salto in alto, in lungo o triplo praticati attualmente.
Ray Ewry fu il più grande interprete dei salti da fermo. I suoi primati personali furono:
- salto in alto da fermo: 1,65 m
- salto in lungo da fermo: 3,47 m
- salto triplo da fermo: 10,58 m

Il suo 3,47 m nel salto in lungo da fermo era ancora il record mondiale nel 1938, quando la specialità fu abolita.

### Le Olimpiadi
Nel 1897 Ray Ewry, finita l'università, si trasferì a New York per lavorare come ingegnere idraulico. Nella metropoli scoprì un forte interesse per i Giochi olimpici, che erano stati ripristinati appena l'anno prima ad Atene. Si iscrisse ad un club di atletica, deciso a partecipare alla successiva edizione dei Giochi.
La prima partecipazione olimpica di Ewry fu nel 1900 a Parigi. Le tre gare di salto da fermo (in lungo, in alto e triplo) si svolgevano tutte nello stesso giorno, il 10 luglio. Ewry gareggiò prima nel lungo, dove vinse con la misura di 3,21 m. Vinse anche il salto triplo con 10,58 m. Infine, si aggiudicò anche l'alto facendo pure il primato del mondo con 1,65 m. Il pubblico francese rimase strabiliato dalla sua prestazione e lo ribattezzò "la rana umana".
Si confermò campione olimpico di tutte e tre le discipline anche nelle successive Olimpiadi del 1904. Vinse l'alto con la misura di 1,60 m e il triplo con 10,54 m. Nel lungo riuscì anche a migliorarsi, e alla vittoria aggiunse il primato del mondo con 3,47 m, che non fu mai più superato in tutta la storia del salto in lungo da fermo.
Ewry partecipò anche ai Giochi olimpici intermedi, evento organizzato per festeggiare il 10º anniversario della I Olimpiade del 1896, ma non inserito nella cronologia ufficiale delle Olimpiadi. Vinse due gare, l'alto (1,56 m) e il lungo (3,30 m). L'altra sua specialità, il salto triplo, era stata eliminata dal programma dei Giochi. Nel 1908, Ewry, che aveva già trentaquattro anni, vinse altri due ori, nel lungo (3,33 m) e nell'alto (1,57 m). Quella fu la sua ultima partecipazione olimpica.
Continuò a gareggiare anche negli anni successivi, e tentò di qualificarsi per le Olimpiadi del 1912, ma senza successo. Dopo quell'Olimpiade, i salti da fermo furono esclusi dal programma olimpico. Ewry continuò a lavorare come ingegnere. Qualora si tenesse conto anche dei risultati delle Olimpiadi "non ufficiali" del 1906, Ray Ewry, con 10 vittorie olimpiche, sarebbe l'atleta che ha vinto più medaglie d'oro in tutta la storia dei Giochi olimpici dopo Michael Phelps.

## Palmarès
Con otto medaglie d'oro vinte ai Giochi olimpici è uno degli sportivi più medagliati di sempre, nonché il secondo in assoluto dietro a Michael Phelps in fatto di vittorie individuali.
Le due medaglie d'oro ottenute ai Giochi olimpici intermedi di Atene 1906 non sono conteggiate nel medagliere ufficiale del Comitato Olimpico Internazionale.
| Olimpiade                       | Gara                    | Risultato | Misura  | Nota                              |
| ------------------------------- | ----------------------- | --------- | ------- | --------------------------------- |
| Parigi 1900                     | Salto in alto da fermo  | Oro       | 1,655 m | Record mondiale · Record olimpico |
| Parigi 1900                     | Salto in lungo da fermo | Oro       | 3,207 m | Record olimpico                   |
| Parigi 1900                     | Salto triplo da fermo   | Oro       | 10,58 m | Record olimpico                   |
| Saint Louis 1904                | Salto in alto da fermo  | Oro       | 1,608 m |                                   |
| Saint Louis 1904                | Salto in lungo da fermo | Oro       | 3,476 m | Record mondiale · Record olimpico |
| Saint Louis 1904                | Salto triplo da fermo   | Oro       | 10,54 m |                                   |
| Olimpiade intermedia Atene 1906 | Salto in alto da fermo  | Oro       | 1,56 m  | [ 7 ]                             |
| Olimpiade intermedia Atene 1906 | Salto in lungo da fermo | Oro       | 3,30 m  | [ 7 ]                             |
| Londra 1908                     | Salto in alto da fermo  | Oro       | 1,575 m |                                   |
| Londra 1908                     | Salto in lungo da fermo | Oro       | 3,335 m |                                   |